# 축첩
축첩(蓄妾, 영어: concubinage)은 부부가 완전한 결혼을 원하지 않거나 체결할 수 없는 남성과 여성 간의 대인관계 및 성적 관계이다. 축첩과 결혼은 종종 유사하지만 상호 배타적인 것으로 간주된다.
축첩은 20세기까지 중국에서 첩의 권리와 의무를 보장하는 공식적이고 제도화된 관행이었다. 첩은 자유인이거나 노예 출신일 수 있으며, 그녀의 경험은 주인의 변덕에 따라 엄청나게 달라질 수 있다. 몽골 정복 기간 동안 외국 왕족과 포로로 잡힌 여성 모두 첩으로 끌려갔다. 축첩은 메이지 일본에서도 지위의 상징으로 흔했고, 인도 사회에서는 다양한 사회 집단과 종교의 혼합이 눈살을 찌푸리고 금기시되었으며, 결혼을 바람직하지 않다고 생각하는 여성과 축첩을 할 수 있었다.
많은 중동 사회에서는 자손번식을 위해 축첩을 사용했다. 임신하지 못하는 아내가 남편에게 종을 첩으로 주는 관행은 함무라비 법전과 성경에 기록되어 있는데, 아브라함이 하갈을 필레게시로 여겼다. 그러한 관계의 자녀는 합법적인 것으로 간주된다. 그러한 축첩은 전근대 이슬람 세계에서도 널리 행해졌으며, 아바스 왕조 칼리프와 오스만 제국의 많은 통치자들은 그러한 관계에서 태어났다. 이집트에서 남아프리카에 이르기까지 아프리카 전역에서 노예 첩으로 인해 인종적으로 혼합된 인구가 생겨났다. 노예 제도가 폐지되면서 이러한 관행은 쇠퇴했다.
고대 로마에서는 이 관행이 concubinatus로 공식화되었는데, 이는 영어 "concubine"이 파생된 라틴어 용어이다. 이는 혼외 성관계를 의미하며, 대부분 부유하거나 정치적으로 강력한 남성과 사회적 신분이 낮은 여성 사이에서 성적 서비스를 위해 유지되는 관계이다. 남자의 결혼 여부는 중요하지 않았으며 첩의 자녀는 상속 재산을 받지 못했다. 로마제국이 기독교화 된 후, 기독교 황제들은 첩과 그 자녀들에게 일반적으로 아내에게 부여되는 일종의 재산과 상속권을 부여함으로써 첩의 지위를 향상시켰다. 유럽 식민지와 미국 노예 농장에서는 독신 남성과 기혼 남성이 지역 여성과 장기적인 성관계를 맺었다. 네덜란드 동인도에서는 첩이 혼혈 인도-유럽 공동체를 만들었다.
유대교-기독교 세계에서 첩이라는 용어는 거의 독점적으로 여성에게 적용되었지만, 동거하는 남성도 첩이라고 부를 수 있다. 21세기 들어 축첩은 일부 서구 국가에서 동거(동성 파트너 간 동거 포함)를 지칭하는 성중립적인 법적 용어로 사용된다.

## 같이 보기
- 복혼
- 일부다처제
- 사실혼